# Atanas Michajlow
Atanas Christow Michajlow (bulgarisch Атанас Михайлов Христов; * 5. Juli 1949 in Sofia; † 1. Oktober 2006 ebenda) war ein bulgarischer Fußballspieler. Der Offensivspieler war 1979 bulgarischer Fußballer des Jahres.

## Sportlicher Werdegang
Michajlow spielte zwischen 1965 und 1981 als Stürmer für Lokomotive Sofia und trug sich dabei mit 145 Toren in 348 Spielen als erfolgreichster Angreifer in die Geschichtsbücher des Klubs ein. 1978 gewann er mit der Mannschaft den nationalen Meistertitel, im Europapokal der Landesmeister 1978/79 scheiterte er mit dem Klub am deutschen Vertreter 1. FC Köln in der zweiten Runde. Als Tabellendritter 1979 qualifizierte er sich mit der Mannschaft für den UEFA-Pokal 1979/80. Dort trug er mit insgesamt sechs Toren im Wettbewerb maßgeblich zum besten Ergebnis auf europäischer Ebene bei, als das Viertelfinale erreicht wurde: Im Zweitrundenspiel gegen den AS Monaco erzielte er beim 4:2-Erfolg alle Tore des bulgarischen Vereins. Erneut endete der Wettbewerb gegen einen deutschen Klub, der VfB Stuttgart gewann letztlich beide Viertelfinalspiele. Ab 1981 ließ Michajlow seine Karriere beim zyprischen Klub Nea Salamis Famagusta ausklingen.
Michajlow nahm an den Olympischen Spielen 1968 teil, bei denen Bulgarien nach einer 1:4-Finalniederlage gegen Ungarn die Silbermedaille gewann. Anschließend verpasste er verletzungsbedingt mit der bulgarischen A-Nationalmannschaft die Teilnahme an der Weltmeisterschaft 1970, stand aber bei der Weltmeisterschaftsendrunde 1974 im Aufgebot. Insgesamt bestritt er 45 Länderspiele; dabei erzielte der Freistoßspezialist 23 Tore.